# أنديرس بير (رجل أعمال)
أنديرس بير هو شخصية أعمال نرويجي، ولد في 8 يوليو 1875، وتوفي في 1957.